# Ленс Стивенсон
Ленс Стивенсон Млађи (енгл. Lance Stephenson Jr.; Бруклин, Њујорк, 5. септембар 1990) амерички је кошаркаш. Игра на позицијама бека и крила, а тренутно наступа за Индијана пејсерсе. 
Похађао је Гимназију Линколн у Кони Ајленду, делу Бруклина. Стивенсон је освојио првенства у све четири године средње школе, и он је најбољи стрелац свих времена у средњој школи. Драфтован је као 40.пик у драфту 2010 од стране Индијана пејсерса и играо још за Шарлот хорнетси, Лос Анђелес клиперси, Мемфис гризлиси, Њу Орлеанс пеликанси и Минесота тимбервулвси, Стивенсон се вратио у Индијана пејсерсе у марту 2017.

## Каријера

### Средња школа
Стивенсон је привукао пажњу скаута са 12 година, када је Кларк Френсис, ловац на таленте, видео да игра на турниру у Бронксу. И пре него што је кренуо у средњу школу, похађао је Адидас камп.

### Колеџ
У јединој сезони у Синсинатију, 2009-10, Стивенсон је играо 32 од 34 утакмице. Он је у просеку имао 12,3 поена и 5,4 скокова по утакмици. Највише је постигао 23 поена против Џорџтаун универзитета. Он је био први стрелац међу бруцошима, а проглашен је за рукија године. Његов колеџ је имао скор 19-16.

### Индијана пејсерси
У свом дебију у летњој лиги је постигао 21 поен, ухватио четири скока и поделио три асистенције у победи над Орландо меџиком. Стивенсон је потписао вишегодишњи уговор са пејсерсима 22. јула 2010. године.25. априла 2012. године, Стивенсон је први пут стартовао на утакмици и постигао 22 поена против Чикаго булса. Током 2012-13 сезоне, Стивенсон је постао стартер због повреде Дени Грејнџера. 18. маја 2013. године, у утакмици 6. полуфиналној серији Источне конференције против Њујорк никса, Стивенсон је постигао 25 поена уз 10 скокова и три асистенције и водио Пејсерсе до победе над Никсима и одвео свој тим у финале источне конференције против Мајами хита. 11. новембра 2013. године, против Мемфис гризлиса, Стивенсон је забележио свој први трипл-дабл са 13 поена, 11 скокова и 12 асистенција.Стивенсон је имао свој други трипл-дабл 22. новембра 2013. године против Бостон селтикса. Он је имао 10 поена, 10 асистенција и 11 скокова. Овом победом, Пејсерси су поправили свој рекорд на 11-1, што је њихов најбољи почетак у историји франшизе.Стивенсон је забележио трећи трипл-дабл ове сезоне, 22. децембра 2013. у још једној победи против Селтикса. Он је имао 12 поена, 10 асистенција и 10 скокова.16. јануара 2014. године, Стивенсон је постигао у највише до тада 28 поена у победи против Никса.Стивенсон је сезону завршио са пет трипл-даблова,и био други у трци за Играч НБА који је највише напредовао.

### Шарлот хорнетси
Стивенсон је са Шарлотом потписао трогодишњи уговор.29. октобра 2014. године, дебитовао је за Хорнетсе у њиховој првој утакмици против Милвоки бакса. У нешто мање од 40 минута, имао је 7 поена, 13 скокова и 8 асистенција у победи од 108-106 после продужетака.7. новембра против Атланта Хокса, у просеку мање од седам поена по утакмици у сезони, Стивенсон је добио утакмицу за Хорнетсе у двоструком продужетку шутом за победу. Он је такође забележио свој први дабл-дабл са 17 поена и 13 скокова.

### Лос Анђелес клиперси
Дебитовао је за Клиперсе у отварању сезоне против Сакраменто кингса 28. октобра, постигао 7 поена као стартер.2. децембра је постигао највише поена у сезони 19 у поразу против свог бившег тима Индијана пејсерса.

### Мемфис гризлиси
У фебруару 2016 трејдован је у гризлисе.Три дана касније, дебитовао за гризлисе у поразу од Торонто репторса, постигао је 16 поена, три скока, две асистенције и једну украдену за 22 минута са клупе.11. марта, постигао је у највише поена у каријери 33 у победи после продужетка 121-114 над пеликансима.

### Њу Орлеанс пеликанси
У септембру 2016 потписује за пеликансе..Након повреде препона 4. новембра, и после паузе од 10 недеља пеликанси су га отпустили 7. новембра.

### Минесота тимбервулвси
У фебруару 2017 потписује десетодневни уговор са Минесотом.ебитовао је за Минесоту у победи над Торонтом, у својој првој утакмици у три месеца. Имао је 6 поена и 2 скока и асистенцију.После седам дана се повредио у утакмици против Кливленда. После повреде је потписао још један десетодневни уговор. . 18 марта Минесота раскида уговор са њим.

### Повратак у Индијану
30 марта се враћа у Индијану, одиграо је шест мечева пре плејофа и постизао 7,3 поена по мечу. У плејофу је одиграо 4 утакмице и имао просек од 16 поена.